# Salvia summa
Salvia summa là một loài thực vật có hoa trong họ Hoa môi. Loài này được A.Nelson miêu tả khoa học đầu tiên năm 1931.